# Vicky Ivernel
Vicky Ivernel est un réalisateur français né à Versailles le 23 juillet 1921 et mort à Paris le 4 juin 1962.

## Biographie
Après des études de droit, Vicky Ivernel devient assistant réalisateur. Il tourne en 1946 son premier long métrage, Le Charcutier de Machonville. L'année suivante, au Maroc, il réalise Kenzi (Mon Trésor). Il a en outre produit plusieurs courts métrages et travaillé pour la télévision française. 
Il meurt accidentellement le 4 juin 1962 heurtant en voiture de plein fouet la borne lumineuse située au carrefour des avenues Motte-Picquet et Suffren.
Il est le frère de l'acteur Daniel Ivernel.

## Filmographie
- 1947 : Le Charcutier de Machonville
- 1948 : Kenzi
- 1961 : La Pendule à Salomon

Télévision
- 1952 : Lorsque tout est fini
- 1955 : Une enquête du Commissaire Prévôt
- 1960 : L'Homme à l'oreille cassée
- 1962 : L'inspecteur Leclerc enquête (deux épisodes)